# Ibrahim ibn Zarzar
Ibrāhīm ibn Zarzar (in ebraico Abraham ibn Zarzal, o Zarzar, Sarsar, Zarwar; ... – dopo il 1369) è stato un medico, astronomo e astrologo ebreo, amico di Ibn Khaldūn. Servì come medico, astronomo e astrologo di corte, uno dopo l'altro, il sultano merinide del Maghreb al-Aqsa (Marocco) Abū ʿInān Fāris, il sultano nasride del Sultanato di Granada Muḥammad V, e, infine, Pietro il Crudele del Regno di Castiglia
Di lui parlano le cronache musulmane, ebraiche e cristiane dell'epoca..

## Biografia
Non si sa se sia nato in Maghreb o nella penisola Iberica. Ibn Khaldūn lo cita la prima volta nel suo Kitāb al-ʿibar ("Il libro degli esempi storici"), quando parla del proprio arrivo a Fez avvenuto nel 1354, Ibn Zarzar all'epoca era medico ed astrologo di corte del sultano merinide Abū ʿInān Fāris. Ibn Khaldūn si disse felice di aver incontrato Ibn Zarzar, con cui discusse di medicina. Ibn Khaldūn scrisse che viveva nel Ribat al-Yahūd, che era allora il sobborgo degli ebrei di Fez. Poco tempo dopo abbandonò il Marocco, raggiungendo il Sultanato di Granada, entrando al servizio del sultano nasride Muḥammad V. 
Nel 1356 Abū ʿInān Fāris mandò una lettera a Ibn Zarzar, in cui gli chiedeva di tornare in Marocco e di rientrare al suo servizio, ma Ibn Zarzar non accettò.

Dopo aver passato qualche anno alla corte nasride, dopo la detronizzazione di Muḥammad V, temendo di essere accusato di aver preso parte al complotto e all'omicidio del visir Ibn Ridwān, Ibn Zarzar abbandonò il Sultanato di Granada, e, grazie alla sua fama di medico e astronomo, nonché grazie ai buoni uffici di Muḥammad V, riuscì a diventare medico, astronomo e astrologo alla corte di Pietro il Crudele di Castiglia. 
Nel 1364 tornò a Granada guidando una missione diplomatica per conto di Pietro il Crudele a Muḥammad V, che nel frattempo era tornato al potere

Sempre nel 1364, Muḥammad V mandò come ambasciatore in Castiglia Ibn Khaldūn, il quale incontrò di nuovo Ibn Zarzar nell'Alcázar di Siviglia, alla corte di Pietro. Fu Ibn Zarzar che parlò a Ibn Khaldūn del comportamento e della personalità di Pietro e gli dette consigli su come comportarsi e come parlare con il monarca. Fu anche grazie ai consigli di Ibn Zarzar che Ibn Khaldūn riuscì ad ottenere il trattato di pace tra il Regno di Castiglia e il Sultanato di Granada.
Suo figlio Moses sarà medico di corte di Enrico IV di Castiglia.